# Webconverger
Webconverger è un sistema operativo basato su Linux e progettato esclusivamente per l'accesso alle applicazioni Web in modo privato e sicuro. Basato sulla distro Debian, è in grado di avviarsi direttamente da dispositivi rimovibili come CD-ROM o unità flash USB, ma può anche essere installata anche su un disco rigido locale. Webconverger è precompilato per essere eseguito su qualsiasi hardware x86. Non ha requisiti di sistema elevati e quindi può essere eseguito anche su macchine vecchie.
Webconverger è tipicamente utilizzato negli internet-caffè e nelle segnaletiche digitali. Esegue il browser web di Firefox con un dwm di finestra di dialogo personalizzato e un componente aggiuntivo di Firefox denominato Webconverger che blocca il browser in modo semplice per il funzionamento in un locale. Il browser è bloccato con la maggior parte dei menu, barre degli strumenti, comandi chiave e menu di contesto disabilitati. Webconverger contiene Adobe Flash support e un visualizzatore PDF come impostazione predefinita. Le reti cablate e wireless sono supportate tramite DHCP.
Webconverger effettua aggiornamenti dei pacchetti binari tramite git ospitato su GitHub. Questo è univoco a Webconverger poiché la maggior parte delle altre distribuzioni utilizza software di gestione dei pacchetti separati. Pur essendo sviluppata a Singapore, viene utilizzata principalmente in Europa.